# Atanáz Orosz
Pour les articles homonymes, voir Orosz.
Atanáz Orosz, né le 11 mai 1960 à Nyíregyháza (Hongrie), est un prélat et théologien catholique hongrois de l'Église grecque-catholique hongroise. Il est exarque apostolique de Miskolc de 2011 à 2015 puis éparque de Miskolc et administrateur apostolique de l'éparchie de Nyíregyháza depuis cette même année.

## Biographie

### Formation
Fils d'un prêtre grec-catholique, Atanáz Orosz a 7 frères et sœurs. Il suit des études en philosophie et en théologie à l'Université catholique Péter Pázmány et obtient sa licence avec d'excellents résultats ainsi qu'un doctorat en théologie en 1984. Enfin, le 4 août 1985, il est ordonné prêtre à Budapest.
Entre 1985 et 1987, il étudie la théologie morale à l'Académie Saint-Alphonse de Rome ainsi que la patristique, la liturgie et l'œcuménisme à l'Institut pontifical oriental. Parallèlement, il est aumônier à Máriapócs et à Budapest.

### Vœux monastiques
Il termine ses études en 1989 est devient recteur du séminaire grec-catholique de Nyíregyháza. De 1991 à 1993, il entre comme novice au monastère bénédictin de Chevetogne, en Belgique. Puis, de 1993 à 1995, il exerce la charge de recteur du Collège Saint-Athanase de théologie grecque-catholique puis retourne au monastère de Chevetogne. Le 19 juillet 1996, il prononce ses vœux monastiques.
À sa sortie du monastère en 1999, il fonde avec Fülöp Kocsis le monastère de la Résurrection de Dámóc. 
Théologien reconnu, il publie de nombreux articles et livres concernant la patristique, la liturgie byzantine et l'œcuménisme. 

### Épiscopat
Le 5 mars 2011, le pape Benoît XVI le nomme exarque apostolique de Miskolc et évêque titulaire de Panium (de). Il est alors consacré le 21 mai suivant à Miskolc par Cyril Vasil', assisté de Ján Babjak et Fülöp Kocsis. Il choisit la devise « Je T'aime Seigneur ».
Le 20 mars 2015, le pape François élève Miskolc au rang d'éparchie et l'en nomme ainsi évêque. Le pape le nomme également administrateur apostolique de l'éparchie de Nyíregyháza.